# Хофман, Михаэль
Михаэ́ль Хо́фман (нем. Michael Hofmann; род. 1961, Франкфурт-на-Майне, Гессен, ФРГ) — немецкий кинорежиссёр и сценарист. Известен фильмами Der Strand von Trouville (1998), Sophiiiie! (2002) и Eden (2006).

## Награды
- Номинирован на Golden Leopard за фильм «Эден»
- Победитель Förderpreis Deutscher Film в категории лучшая режиссура за фильм Sophiiiie!